# Ndriçim Karakaçi
Ndriçim Karakaçi (ur. 10 czerwca 1950 w Szkodrze) – albański polityk i wojskowy, minister obrony w roku 1991, w rządzie Fatosa Nano.

## Życiorys
W 1968 ukończył szkołę średnią w Szkodrze. W latach 1968–1969 odbywał zasadniczą służbę wojskową w Tiranie. Po jej ukończeniu rozpoczął naukę w szkole dla oficerów piechoty Enver Hodża w Tiranie. W latach 1971–1973 służył jako dowódca kompanii, a następnie szef sztabu batalionu. W latach 1975–1983 pełnił funkcję komendanta jednostki 1105 stacjonującej w Tiranie. W latach 1983–1984 szef sztabu 7 dywizji piechoty stacjonującej we Wlorze. W 1984 objął dowództwo dywizji stacjonującej w Beracie.
W 1987 rozpoczął naukę w Akademii Sztabu Generalnego w Tiranie. Po jej ukończeniu współpracował z szefem sztabu Frontu Południowo-Wschodniego. W 1991 objął stanowisko zastępcy szefa sztabu generalnego Armii Albańskiej.
Od 1978 członek Albańskiej Partii Pracy. W 1991 stanął na czele resortu obrony. Funkcję tę pełnił przez dwa tygodnie. W 1993 przeszedł do rezerwy i wyjechał wraz z rodziną do Włoch.